# Raspa del jíkuri
La raspa del jíkuri (en tarahumara: jíkuri sepawa'ame), también conocida como raspa del peyote, es una danza ritual del pueblo rarámuri que habita en la parte alta de la cuenca del río Conchos en la sierra Tarahumara del estado de Chihuahua en México. Tanto la raspa del jíkuri como la raspa de la bakánoa son danzas de sanación utilizadas dentro de las prácticas de medicina tradicional de los rarámuri. El primer estudio etnográfico completo sobre este ritual fue el realizado por Carl Lumholtz y descrito en su monografía El México desconocido en 1902.

## Tratamiento y elementos rituales
Para este pueblo, la raspa del jíkuri (o 'curación con peyote') es la terapia más valiosa para tratar enfermedades que se originan en conflictos relacionados con las relaciones y que afectan la razón, la intencionalidad, la pasión y la percepción. Para muchos nativos de la sierra Tarahumara, la raspa del peyote puede curar problemas que la biomedicina no puede curar. Aparte de la raspa, que es un tratamiento mágico-religioso, también los miembros de este pueblo hacen uso de la medicina alopática y la medicina tradicional con yerbas. De acuerdo al investigador Carlo Bonfiglioli, quien estudió a los rarámuri en el ejido de Tehuerichi en el Municipio de Carichí:

la raspa del peyote sigue siendo el recurso terapéutico más poderoso (y oneroso) para sobreponerse a algunos tipos de enfermedades que los “doctores de tabletas” (metáfora del “otro”) no pueden curar “por que no conocen...”, porque no saben de los infortunios del arewáka, es decir, de las vicisitudes del alma. “Cómo van a saber si no son rarámuri...” Un doctor alópata, claro está, no sabe como liberar un alma atrapada por otra, menos aún si ésta pertenece a una planta. Un alópata tampoco “sabe soñar”, ni manejar las fuerzas anímicas dentro de ese campo ontológico complejo que es el conjunto de seres –humanos, animales, vegetales, minerales– que habita en la sierra. En otras palabras: un alópata tiene otra concepción del cuerpo y del mundo y no sirve para curar las enfermedades del alma que padecen los tarahumaras.
Jíkuri sepawa'ame (la "Raspa del peyote"), Carlo Bonfiglioli.

### Elementos

#### Chamán
Hay varios tipos de chamanes en el pueblo tarahumara siendo el principal el owirúame ('el que sabe curar' o curandero). Al chamán especializado en la raspa del jíkuri y que conduce el ritual se le denomina sipáwame ('el que sabe raspar').

#### Raspador
El raspador (en tarahumara: si'píraka) es un instrumento clave en la ceremonia y el sonido de raspado, si'páame, es el que da nombre a la raspa (danza ritual). El raspador es un palo con muescas que se apoya sobre una jíkara vacía, que es un recipiente de guaje (Lagenaria siceraria, y esta última sobre un hoyo en donde se encuentra un jíkuri. El raspador se frota con un palo (en tarahumara: kítara) a un ritmo regular y por un periodo prolongado. Tanto la si'píraka como la kítara están hechas de palo brasil (Haematoxylum brasiletto).

#### Jíkuri
El jíkuri, más conocido popularmente como peyote (Lophophora Williamsii), es un cactus norteamericano que contiene mescalina. Para hacer efectiva la terapia, el chamán deberá hacer un pacto con el cactus jíkuri a través de ofrendas propiciatorias, por lo general el sacrificio de ganado vacuno. A través de una alianza previa creada con el cacto es que los chamanes rarámuri pueden rescatar el alma del paciente.
El hoyo donde se encuentra el jíkuri es cubierto con una jícara o batea, utilizada como resonador. Sobre esta batea o jícara se apoya un extremo de la sipíraka (el raspador) porque se cree que el sonido le agrada al cactus.

### El ritual
La raspa del jíkuri se inicia en las primeras horas de la noche y dura hasta el amanecer. El ritual, para los rarámuri en el ejido de Tehuerichi, solo se puede llevar a cabo en el periodo del año entre la última cosecha y la primera siembra. La ceremonia se realiza en un patio circular, despejado y bien barrido, en cuyo centro se enciende un fogón. Por lo general, el dueño del patio es un paciente-anfitrión que tiene la responsabilidad de organizar la raspa. Al este del círculo se ubican las ofrendas y al oeste el sipáwame (chamán), a cuyo lado izquierdo de este se encuentran los hombres y al lado derecho las mujeres. Una vez sentados todos en la posición ordenada por el sipáwame, se dan los siguientes pasos:
1. sermón inicial del sipáwame, que involucra saludos a los presentes y al jíkuri, y una solicitud de respeto hacia los danzantes y ancianos;[22]
2. ingesta colectiva del jíkuri, que fue molido en un metate y mezclado con agua de manantial;[22]
3. varias sesiones de “raspas”, con cantos chamánicos y danzas de los participantes-pacientes;[22]
4. curación de los pacientes, por parte del sipáwame y de sus ayudantes, purificándolos con sahumo para luego realizando la curación principal que es el raspado sobre el cráneo de los pacientes (previamente se purificó la si'píraka en un balde con tesgüino);[23]
5. despedida del jíkuri;
6. purificación final de los participantes y del espacio ritual, para terminar con una limpia con una tela impregnada con agua de manantial;[24]
7. salida del espacio ceremonial, al amanecer.[2]

Luego de la raspa, los hombres deberán mantener una abstinencia sexual y de comer sin sal por tres días consecutivos (cuatro para las mujeres).

## Artaud y la danza del peyote
Antonin Artaud, poeta, dramaturgo y surrealista francés, viaja en 1936 a México y convive con los Tarahumaras para encontrar la antigua cultura solar y experimentar con el jíkuri. Sobre las danzas indígenas luego de su viaje escribió:

Los ritos primitivos de los indios están en comunicación con la tierra, y sus danzas, sus jeroglíficos animados, sus movimientos ocultos, traducen inconscientemente las leyes de la tierra.
Carta abierta a los Gobernadores de los estados
México y viaje al país de los tarahumaras, 1948

Hay una historia del mundo en el círculo de esta danza comprimida entre dos soles, el que se pone y el que nace. Y cuando se pone el sol, los hechiceros entran en el círculo y el danzarín con seiscientas campanillas (300 de cuerno y 300 de plata) da su grito de coyote en el bosque.

...

Y durante toda la noche los hechiceros restablecen las relaciones perdidas, con gestos triangulares que cortan extrañamente las perspectivas del aire.
 
Entre los dos soles, doce veces en doce fases. Y la marcha en redondo de todo lo que se agita alrededor de la hoguera en los límites sagrados del círculo: el danzarín, los ralladores, los hechiceros.
La danza del peyote
México y viaje al país de los tarahumaras, 1948

## Otros cultos del peyote
El cactus Lophophora Williamsii también es utilizado ritualmente por los comanches, kiowas, mescaleros, navajos, tónkawas y por la Iglesia Nativo Americana en Estados Unidos. En México continúa siendo utilizado por los huicholes, tepehuanes y coras en las regiones meridionales del país. También por los kikapú, pueblo binacional que habita tanto en México (estados de Coahuila y Sonora) como en Estados Unidos (en reservaciones en Oklahoma, Kansas y Texas).
De acuerdo a Antonio Escohotado, es por este uso ritual y cosmogónico, tanto para los conquistadores y los misionarios en la Colonia, que esta planta no podía ser considerada simplemente una planta medicinal dentro de la farmacopea indígena sino un enteógeno y por lo tanto debía perseguida por la inquisición. Al concentrarse las campañas de extirpación de idolatrías en México Central y Meridional, el uso del peyote en estos territorios desapareció mientras que en los territorios de la Sierra Madre Occidental los cultos persistieron. Es posible también que los pueblos que mantienen el culto hayan emigrado a esas zonas remotas para evitar el vasallaje azteca y español, para luego retornar a su lugar ancestral de origen en determinadas épocas del año como lo hacen los huicholes con su peregrinación anual a Wirikuta.